# Yuji Kamimura
Yuji Kamimura (上村 祐司 Kamimura Yuji?), född 16 mars 1976 i Gunma prefektur, är en japansk före detta fotbollsspelare.
Kamimura började sin karriär 1998 i Omiya Ardija. Han spelade 118 ligamatcher för klubben. Han avslutade karriären 2002.